# فيانويفا دي لوس كاستييخوس
بلدية فيانويفا دي لوس كاستييخوس (بالإسبانية: Villanueva de los Castillejos) هي بلدية تقع في مقاطعة ولبة التابعة لمنطقة أندلوسيا جنوب إسبانيا.

## الديموغرافيا
بلغ عدد سكان بلدية فيانويفا دي لوس كاستييخوس 2.762 نسمة عام 2011 (وفقاً للمعهد الوطني الإسباني للإحصاء).
| 2.684 | 2.707 | 2.697 | 2.720 | 2.769 | 2.812 | 2.762 |